# Sant'Arpino
Sant'Arpino est une commune italienne de la province de Caserte, dans la région Campanie.

## Géographie

### Communes limitrophes
Cesa, Frattamaggiore, Frattaminore, Grumo Nevano, Orta di Atella, Sant'Antimo, Succivo.

## Culture

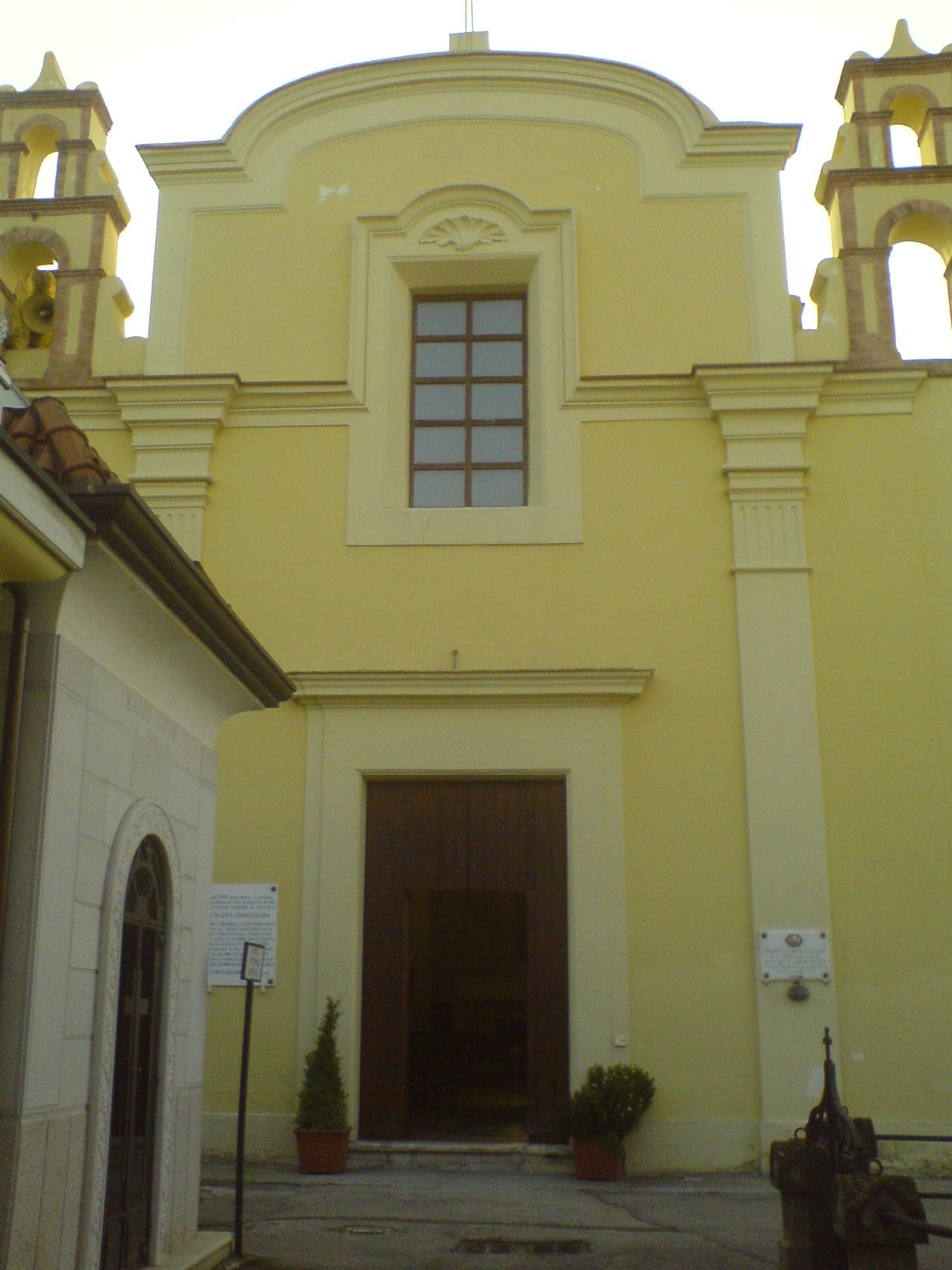
Façade de l'église Saint-François-de-Paule.

## Administration
| Période | Période  | Identité          | Étiquette                           | Qualité |
| ------- | -------- | ----------------- | ----------------------------------- | ------- |
| 2021    | En cours | Ernesto Di Mattia | liste civique Risorgimento atellano |         |